# پوندرانو
پوندرانو (به ایتالیایی: Ponderano) یک کومونه در ایتالیا است که در استان بیه‌لا واقع شده‌است.

## خصوصیات
پوندرانو ۷ کیلومترمربع مساحت و ۴٬۰۰۸ نفر جمعیت دارد و ۳۵۷ متر بالاتر از سطح دریا واقع شده‌است.

## نگارخانه

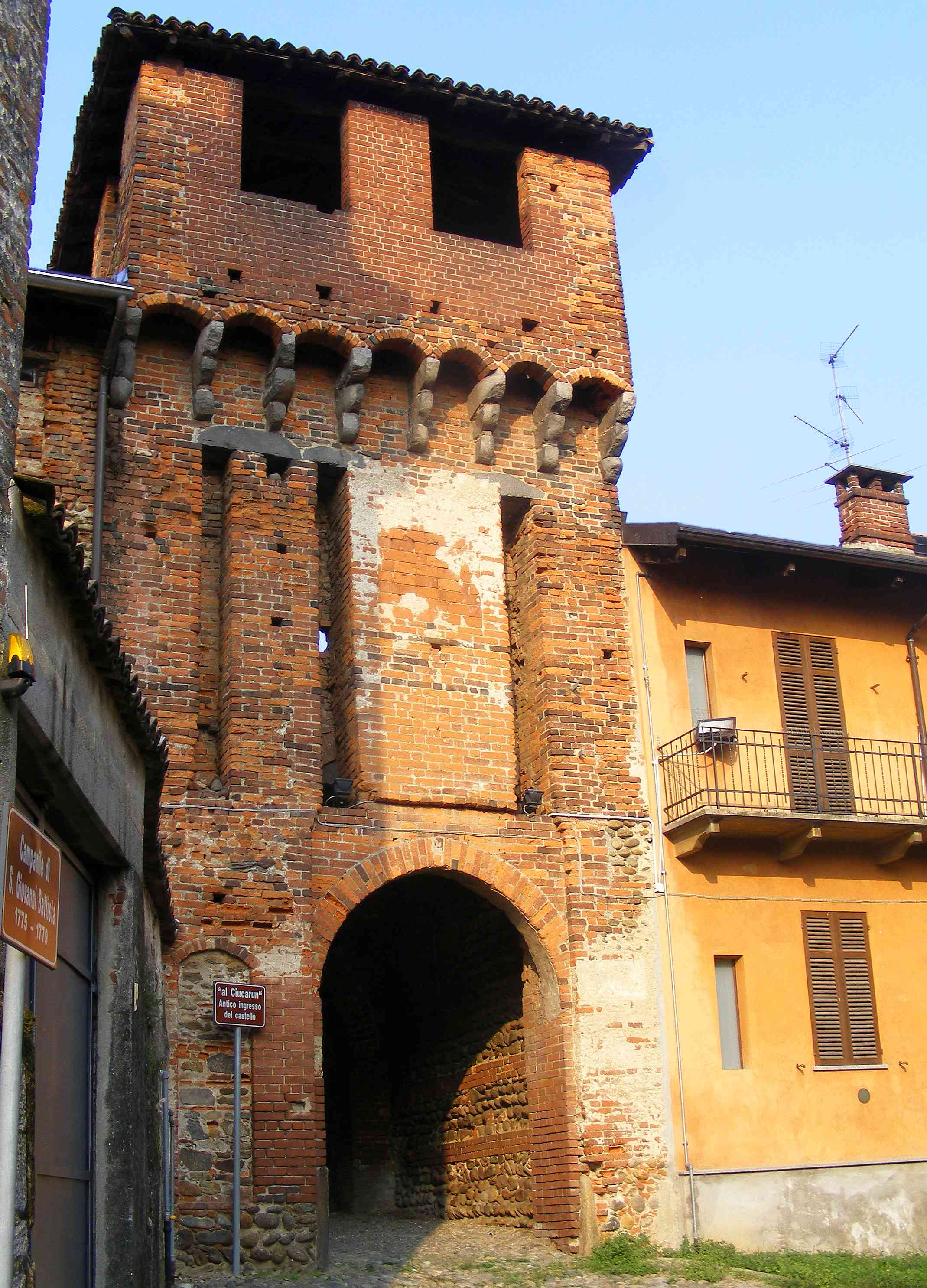
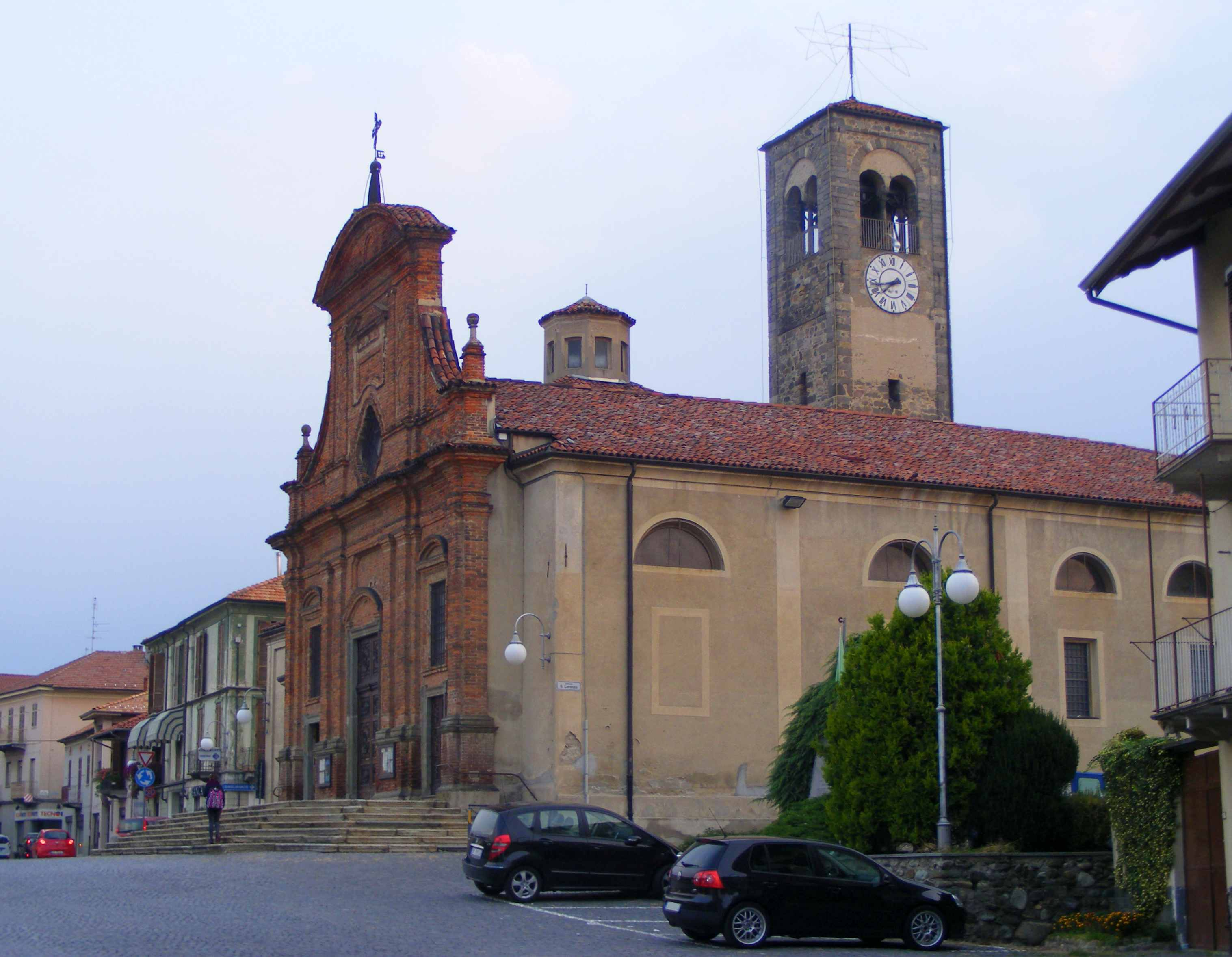